# Caenohalictus rectangulus
Caenohalictus rectangulus är en biart som först beskrevs av Joseph Vachal 1903.  Caenohalictus rectangulus ingår i släktet Caenohalictus och familjen vägbin. Inga underarter finns listade.